# Пёнки
Пёнки (пол. Pionki)  —  город  в Польше, входит в Мазовецкое воеводство,  Радомский повят.  Имеет статус городской гмины. Занимает площадь 18,34 км². Население — 20 063 человека (на 2004 год).